# Get a Grip
Get a Grip är ett musikalbum av hårdrocksgruppen Aerosmith, utgivet den 20 april 1993. Det var deras sista album på Geffen Records. "Livin' on the Edge", "Cryin' ", "Crazy" och "Amazing" blev stora hitar.
Albumet blev etta på Billboard 200 och är bandets internationellt sett mest sålda album som sålts i över 20 miljoner exemplar. "Livin' on the Edge" och "Crazy" vann varsin Grammy i kategorin Best Rock Performance by a Duo or Group with Vocal, 1993 respektive 1994. 

## Låtlista
1. "Intro" (Joe Perry/Jim Vallance/Steven Tyler) - 0:23
2. "Eat the Rich" (Perry/ Vallance/Tyler) - 4:09
3. "Get a Grip" (Perry/Vallance/Tyler) - 3:58
4. "Fever" (Perry/Tyler) - 4:15
5. "Livin' on the Edge" (Mark Hudson/Perry/Tyler) - 6:20
6. "Flesh" (Desmond Child/Perry/Tyler) - 5:56
7. "Walk on Down" (Perry) - 3:37
8. "Shut Up and Dance" (Jack Blades/Perry/Tommy Shaw/Tyler) - 4:55
9. "Cryin'" (Perry, Taylor Rhodes/Tyler) - 5:08
10. "Gotta Love It" (Hudson/Perry/Tyler) - 5:58
11. "Crazy" (Child/Perry/Tyler) - 5:16
12. "Line Up" (Lenny Kravitz/Perry/Tyler) - 4:02
13. "Can't Stop Messin'" (Blades/Perry/Tyler/Shaw) - 3:30
14. "Amazing" (Richie Supa/Tyler) - 5:56
15. "Boogie Man" (Perry/Vallance/Tyler) - 2:16 (instrumental)